# Lanzarote Playas del Sur FS
El Lanzarote Arrecife 2020 Tías Yaiza es un equipo de fútbol sala de Lanzarote, España fundado en 1990. Actualmente juega en la división de plata de la LNFS. Al finalizar la temporada 2009-2010, firma un acuerdo con el ayuntamiento de Arrecife y se muda a este municipio cambiando su nombre a Lanzarote Arrecife 2020 Tías Yaiza.
Al concluir la temporada 2010/2011, el club no pudo asumir el pago del canon de la LNFS para militar en la Segunda División y no salió a competir en ninguna categoría.